# Marc Ecko
Marc Ecko, de son vrai nom Marc Milecofsky, né le 29 août 1972 dans le New Jersey, est un graffeur, styliste de mode et game designer américain.

## Biographie
Fondateur de la marque de streetwear Eckō Unlimited, il lance en 2006 son premier jeu vidéo intitulé Marc Eckō's Getting Up: Contents Under Pressure, un jeu d'action/aventure mettant le joueur dans la peau d'un jeune graffeur : Trane.
En avril 2006 il met en ligne sur son site web une vidéo dans laquelle il semble entrer subrepticement sur une base aérienne et taguer Air Force One, l'un des deux célèbres Boeing 747 du président des États-Unis, pour écrire Still Free sur l'un des deux réacteurs gauches de l'avion.
Il s'avèra qu'il ne s'agissait que d'un canular grâce à un habile montage d'images du vrai Air Force One et d'un Boeing 747 cargo loué pour l'occasion à l'aéroport californien de San Bernardino. Ce canular était destiné selon ses promoteurs à « t'inciter, toi, le spectateur de la vidéo, à réfléchir de manière critique sur la liberté d'expression et de parole et sur les réponses que leur donne le gouvernement américain ». Mais d'autres n'y verront qu'un coup publicitaire pour la marque.